# 山下渉太
山下 渉太（やました しょうた、1987年5月31日 - ）は、千葉県出身のサッカー指導者である。

## 来歴
2005年、修徳高校で主将を務め、第84回全国高等学校サッカー選手権大会に出場した。1回戦で優勝した野洲高校と対戦し敗れる。
2009年、東京学芸大学蹴球部で主将を務める。同チームには高橋秀人などがいた。第14回東京都サッカートーナメント 決勝（第89回天皇杯全日本サッカー選手権大会東京都代表決定戦）で延長後PK戦となり5人目のキッカーに名乗りを挙げたがシュートは外れ、敗退となった。
2010年、早稲田大学ア式蹴球部GKコーチとして指導を始める。
2011年、FC東京U-15にGKコーチとして加入、現在までFC東京で指導を続ける。

## 所属クラブ
- 2003年 - 2005年 修徳高校
- 2006年 - 2009年 東京学芸大学

## 指導歴
- 2010年 早稲田大学ア式蹴球部GKコーチ
- 2011年 - FC東京
  - 2011年 U-15 GKコーチ
  - 2012年 U-15深川 GKコーチ
  - 2016年7月 トップチーム GKコーチ
  - 2017年 U-18 GKコーチ
  - 2021年  トップチーム アシスタントGKコーチ
  - 2025年 -  トップチーム GKコーチ